# Память о будущем
«Память о будущем» (яп. 未来の記憶 Мирай но Киоку) — двадцатый эпизод японского аниме-сериала «Атака титанов» производства студии MAPPA.

## Сюжет
Эрен и Зик вступают в контакт, после чего они попадают в Мир Путей. Там, используя силу Титана-Прародителя, братья изучают воспоминания Эрена.
Первым воспоминанием, которое братья наблюдают, является детством Эрена. Со слов Зика становится ясно, что он явно не разделяет счастья своего отца, который недавно предал всё то, что так было ему дорого: Дину и своих товарищей. Он показывает это Эрену в надежде убедить младшего брата в том, что Гриша «промыл ему мозги», что привело в свою очередь к такому мышлению Эрена.
В следующем воспоминании братья видят их отца за работой. Он находится у изголовья мужчины из высшего сословия, ведя с ним беседу. Зик говорит, что таким образом, используя своё положение врача, он пытался найти укрывшегося в стенах короля, дабы отнять у него силу Прародителя. Одна ошибка и его действия поставили бы под удар жизни его близких — жены и сына. Но судя по увиденному останавливаться Гриша не намеревался. Эрен соглашается со словами Зика по поводу отца, в надежде прекратить эту затею с воспоминаниями, которую предпринял старший брат. Но Зик настаивает и продолжает знакомить его с воспоминаниями их отца.
Они наблюдают, как Гриша ведёт своё расследование, при этом на людях ведя себя как самый обычный гражданин. Поиски приводят его к церкви на окраине города, глубоко под которой находится часовня. Эрен потрясён тем, как быстро отец нашёл это место. Он поясняет Зику, что это тайное убежище королевской семьи. Тот в свою очередь сильно удивляется, ведь ещё не настал тот момент, когда Гриша присвоит себе силу «Прародителя», так как до падения стены Мария ещё несколько лет. Эрен же внимательно наблюдает за нерешимостью своего отца спуститься вниз. Вместо этого Гриша опускает крышку подвала и возвращается домой. Зик наблюдает за тем, как мужчина крепко обнимает своего сына. Он делает вывод, что отец прервал выполнение своей миссии из-за любви к своему второму сыну. В следующем воспоминании все втроём находятся в подвале Гриши, пока сам владелец спит за столом. Пока что Зик всё ещё уверен в том, что Эрен действует так, как поступил бы их отец, что может означать лишь одно — у его брата нет своей воли. С неким раздражением слушая брата, Эрен замечает фотографию, на которой запечатлена его первая семья — он, Дина и маленький Зик.
Внезапно мужчина просыпается, смотря в направлении Зика. Оба брата приходят в полное замешательство. Но спустя секунду другую Гриша, словно окончательно проснувшись, откидывается на стул. Ведь не может взрослый, бородатый мужик стоять сейчас перед ним в эту минуту и что скорей всего ему всё приснилось. Зик находится всё ещё под впечатлением от случившегося, в то время как Эрен приглашает его продолжить путешествие по закоулкам сознания отца.
Зик и Эрен перемещаются в воспоминания, когда младшему из братьев было девять лет. Они видят его и Армина, который машет отцу Эрена. Зик говорит, что вероятнее всего Гриша воспитывал его не так как своего первого ребёнка и позволил расти ему свободным — делать и поступать по своему усмотрению.
Когда они оказываются в воспоминаниях Гриши на момент смерти родителей Микасы, Эрен говорит, что всегда был самим самой. И если Зик где-то в душе надеялся, что между ними есть хоть что-то общее, то он глубоко ошибался. Его мечте о нуждающемся в защите младшем брате не суждено сбыться. Вместо того, чтобы позволить кому-то украсть его свободу, он сначала украдёт их. И это не дело рук их общего отца. Таким Эрен был с самого рождения. А вот в Зике он видит мужчину не способного понять стремлений Гриши и который таким образом самоутверждается. Но не смотря на всё это Зик даже благодарен отцу. Ведь действия Гриши пробудили в нём того, кем он является. Зик оборачивается и видит, как его брат наблюдает за собой маленьким и Микасой, нежно сжимавший повязанный Эреном шарф.
Братья оказываются в комнате, где их отец занят осмотром ребёнка в один из своих рабочих дней. Зик напоминает брату, что сила Прародителя, при помощи которой он способен воплотить свою задумку с эвтаназией, находится у него в руках. Но перед этим он хотел бы спасти брата как некогда спасли его самого.
После все трое вновь оказываются в подвале. Зик, находясь позади Гриши, наблюдает, как тот оставляет свои заметку для Эрена в блокноте, которая гласит, что человечество за пределами острова не погибло. Он так же вкладывает ту самую семейную фотографию с Зиком и Диной, после пряча всё это в шкафчике стола и запирая на ключ. Поднеся ключ к лицу, он внимательно смотрит словно сквозь предмет на Эрена, стоящего напротив.
После они переносятся в тот день, когда Микаса рассказала родителям Эрена о его желании вступить в Разведкорпус. В то время как испуганная Карла пытается вразумить сына, Гриша спокойно интересуется, что подтолкнуло его к этому решению. Эрен отвечает, что не хочет провести всю свою жизнь за стенами словно в клетке; он хочет знать, что находится по ту сторону стен; он хочет продолжить дело всех тех людей, кто погиб, чтобы их смерти не были напрасны. Остановившись на пороге, Гриша достаёт тот самый заветный ключ и говорит сыну, что по возвращению покажет ему подвал. Но при этом его взгляд направлен в сторону взрослого Эрена, а не Эрена из прошлого.
Когда Гриша уходит из дома, он направляется в часовню и предстаёт перед королевской семьёй Рейсс. Зик и Эрен находятся позади своего отца, наблюдая за происходящим. Гриша говорит, что как и они является элдийцем. Он просит нынешнего короля остановить войну и предотвратить дальнейшие нападения титанов. На какой-то момент Фрида задумывается и даже сочувствует мужчине, но тут же в ней «просыпается» сила титана и ею овладевает клятва отказа от войны, подавляя сущность девушки. Девушка хладнокровно заявляет, что пришло время заплатить за грехи предков, так что она ничего не будет предпринимать. Сила титанов, а в особенности сила Прародителя, не должна попасть в руки людей. В противном случае трагедия вековой давности повторится. Нельзя допустить, чтобы столь мощная сила попала в собственность слабого человека. Именно поэтому им всем стоит смириться со своим уничтожением. Зик подметил, что вероятней всего смог бы найти общий язык с этой девушкой, однако в этот день Гриша перебьёт всех членов её семьи. После мужчина интересуется у брата, является ли правдой то, что он сильно разочаровался в отце, когда впервые увидел эти воспоминания? Но обернувшись он видит лишь полного гнева и ненависти Эрена, смотрящего на Фриду.
Испугавшись, Гриша умоляет спасти его семью, так как его дом находится недалеко от того места, где рухнула стена. В добавок ныне живущие на острове люди ничего не знают о грехах своих предков, ведь некогда король стёр воспоминания первых жителей Парадиза. Испугавшись, Гриша умоляет спасти его семью, так как его дом находится недалеко от того места, где рухнула стена. В добавок ныне живущие на острове люди ничего не знают о грехах своих предков, ведь некогда король стёр воспоминания первых жителей Парадиза. И если так, то о каком искуплении идёт речь? Но Фрида говорит, что на эту тему, что правильно, а что нет, можно рассуждать вечно. К тому же ничто не способно вернуть некогда умерших по вине элдийцев людей. Однако они могут защитить тех, кто живёт за пределами стен, если народ Элдии исчезнет с лица земли. В ту же секунду Гриша оборачивается и видит разгневанного Эрена. Но Фрида не видит того, что видит Гриша и продолжает свою речь. Она предупреждает его, что если мужчина украдёт её силу, то не сможет её использовать. На что Гриша отвечает, что знает об этом, ведь у каждого из девяти титанов есть свои особенности. А самое важное, что с некоторых пор приемник «Атакующего» становится всё более не управляемым. Причина тому — внутренняя борьба с амбициями короля. "Атакующий"Испугавшись, Гриша умоляет спасти его семью, так как его дом находится недалеко от того места, где рухнула стена. В добавок ныне живущие на острове люди ничего не знают о грехах своих предков, ведь некогда король стёр воспоминания первых жителей Парадиза. И если так, то о каком искуплении идёт речь? Но Фрида говорит, что на эту тему, что правильно, а что нет, можно рассуждать вечно. К тому же ничто не способно вернуть некогда умерших по вине элдийцев людей. Однако они могут защитить тех, кто живёт за пределами стен, если народ Элдии исчезнет с лица земли. В ту же секунду Гриша оборачивается и видит разгневанного Эрена. Но Фрида не видит того, что видит Гриша и продолжает свою речь. Она предупреждает его, что если мужчина украдёт её силу, то не сможет её использовать. На что Гриша отвечает, что знает об этом, ведь у каждого из девяти титанов есть свои особенности. А самое важное, что с некоторых пор приемник Атакующего становится всё более не управляемым. Причина тому — внутренняя борьба с амбициями короля. Атакующий способен заглянуть в воспоминания своих будущих приемников и таким образом узнать будущее. Эти эти воспоминания и привели его сегодня сюда. Атакующий способен заглянуть в воспоминания своих будущих приемников и таким образом узнать будущее. Эти эти воспоминания и привели его сегодня сюда. Но Фрида говорит, что на эту тему, что правильно, а что нет, можно рассуждать вечно. К тому же ничто не способно вернуть некогда умерших по вине элдийцев людей. Однако они могут защитить тех, кто живёт за пределами стен, если народ Элдии исчезнет с лица земли. В ту же секунду Гриша оборачивается и видит разгневанного Эрена. Но Фрида не видит того, что видит Гриша и продолжает свою речь. Она предупреждает его, что если мужчина украдёт её силу, то не сможет её использовать. На что Гриша отвечает, что знает об этом, ведь у каждого из девяти титанов есть свои особенности. А самое важное, что с некоторых пор приемник «Атакующего» становится всё более не управляемым. Причина тому — внутренняя борьба с амбициями короля. Атакующий способен заглянуть в воспоминания своих будущих приемников и таким образом узнать будущее. Эти эти воспоминания и привели его сегодня сюда.
Девушка искренне удивилась услышанному, но Гриша добавляет, что знает о её неведении касательно способности «Атакующего». К тому же клятва отказа от войны мешает ей использовать всю силу Прародителя, поэтому он собирается забрать эту силу, дабы прервать королевскую родословную. Ведь будущее уже предрешено. Гриша достаёт скальпель дабы активировать превращение, но останавливается, смотря на разбегающихся в страхе детей. Он признаёт тот факт, что не в силах совершить нечто ужасное. Его долг спасать человеческие жизни, а не забирать их. Происходящее явно ввело Зика в заблуждение, ведь он уверен в том, что его отец убил всю королевскую семью. Тем временем семья Рейсс убеждает Фриду атаковать Гришу, пока тот в замешательстве. И он уже была готова сделать это, как вдруг Эрен обращается к своему отцу и спрашивает, неужели тот забыл, зачем спустился в логово своих врагов: чтобы отомстить за сестру, загрызанную собаками, за товарищей-рестовраторов, за Дину, Крюгера. Эрен напоминает, что Гриша жаждал мести, и что он должен двигаться вперёд до смерти и дальше после неё — такова история, которой он сам положил начало.
Под давлением Эрена Гриша трансформируется в титана и убивает всех находящихся там людей, кроме Рода. Эти воспоминания позже пробудились у Эрена после битвы в районе Сигансина, когда он поцеловал руку Хистории — последней из рода Райсс.
Выбравшись наружу, Гриша теряет сознание. В ужасе Зик понимает, что Эрен манипулирует отцом через их общие воспоминания. Покинув тело титана и держа в руках футляр со шприцем, мужчина направляется в сторону леса. Когда к нему возвращается сознание от содеянного, он начинает кричать от ужаса, что убил их всех и в том числе маленьких детей. Он взывает к Эрену со словами — « … этого достаточно? Теперь ты доволен? Поможет ли это спасти Элдию? Почему ты не показал мне всё? Проломленную стену и день, когда это случилось … в порядке ли Карла?» После он обращается к Зику, который стоял перед ним. Мужчина говорит, что в будущем вместо его желания, исполнится желание Эрена и он добьётся того, к чему стремится. Гриша видел тот ужас, что случится в будущем. Со слезами на глазах он обнимает сына и просит прощения у него за то, что был плохим отцом, а также жалеет о том, что заставил его пройти через всё это. Тронутый, Зик его прощает. Мужчина просит старшего сына остановить своего брата, но когда тот смотрит на Эрена, он видит мальчика, полного ярости и ненависти. Эта ярость сбивает Зика с ног в Путях. Подняв взгляд, он видит Эрена, который с хладнокровным взглядом смотрит на него сверху вниз.

## Отзывы

### Приём зрителей
Эпизод «Память о будущем» после выхода стал одним из самых популярных среди поклонников «Атаки титанов». Это способствует как крайне проработанный сценарий, так и большой сюжетный поворот — за всей историей, рассказанной в аниме, изначально стоял Эрен.
Успех серии оказался ошеломительным. Зрители получили объяснения по поводу силы Атакующего титана, принадлежащего главному герою и пояснение к заключительной сцене эпизода «Атакующий титан».

### Приём критиков
Джейми Суга из The Geekiary назвала эпизод «переворачивающим весь сценарий». По её мнению, в этой серии был показан ключевой сюжетный поворот во всём аниме. Также по мнению критика, «всё, — музыка, кадрирование, безжалостный взгляд Эрена — пытается выставить главного героя главным злодеем». Суга называет эпизод «Память о будущем» одним из лучших в аниме-сериале.
Грег Уилер из The Review Geek назвал эпизод «шокирующим», также, как и Суга, сказав, что события в серии открывают новые перспективы для дальнейшего повествования. Критик поставил эпизоду «4» балла из «5».

### Комментарии
1. ↑  В новом дубляже от DEEP — «Воспоминания о будущем»